# Elecciones generales de Guyana de 1980
Las elecciones generales de Guyana de 1980 tuvieron lugar el 15 de diciembre del mencionado año, siendo las primeras desde la reforma de la constitución instigada por el presidente Forbes Burnham, séptimas bajo sufragio universal y terceras desde la independencia del país, con el objetivo de renovar los 65 escaños del Parlamento unicameral del país, denominado Asamblea Nacional, que a su vez se encargaría de investir al presidente de la República Cooperativa para un período no mayor a cinco años. Bajo el nuevo texto constitucional, se instauraban además diez Consejos Democráticos Regionales para las subdivisiones de primer orden del país, lo que descentralizaba notoriamente la política regional guyanesa. Del mismo modo, a los 53 escaños electos del legislativo se le sumarían 12 escaños más: 10 serían designados por los Consejo Democráticos Regionales, mientras que los otros 2 por un Congreso Nacional de Órganos Democráticos Locales.
Sin embargo, las elecciones tuvieron lugar en el marco del régimen de Burnham, en el que su partido, el Congreso Nacional del Pueblo (PNC), ganaba en las elecciones gracias a un fraude electoral generalizado, provocado por la alteración de las listas de votantes, un sistema dudoso de voto postal, y el manejo directo del sufragio de los guyaneses que vivían en el extranjero, por lo que los comicios no fueron libres y justos. La reforma incrementaba el poder de la jefatura de estado y eliminaba su separación con la de gobierno. Sin embargo, el puesto de primer ministro no fue abolido, aunque se redujo a una vicepresidencia en la práctica. Burnham, que hasta entonces gobernaba como primer ministro, asumió la presidencia de manos de Arthur Chung el 6 de octubre, mismo día en que se promulgó la nueva carta magna, convocando a elecciones para diciembre, luego de varios años de retraso, pues la Asamblea Nacional anterior se había extendido dos veces, en 1978 y 1979.
Las elecciones vieron al PNC obtener supuestamente más de tres cuartos del legislativo con el 77.66% del voto popular y 53 escaños (41 de los 53 de los elegidos directamente por lista y todos los 12 escaños de representación regional y local) contra solo 10 del opositor Partido Progresista del Pueblo (PPP), del ex primer ministro Cheddi Jagan, que obtuvo el 19.46%. La Fuerza Unida (TUF), liderada por Marcellus Fielden Singh, se quedó con el 2.88% y los 2 escaños restantes. El PNC obtuvo además mayoría en todos los Consejos Democráticos Regionales. Los demás partidos de la oposición boicotearon las elecciones, que tuvieron una participación oficial del 82.31%.

## Antecedentes
Desde 1964, Guyana se encontraba gobernada por el Congreso Nacional del Pueblo (PNC), partido de carácter izquierdista liderado por Forbes Burnham, luego de haber expulsado del poder a Cheddi Jagan, del marxista Partido Progresista del Pueblo (PPP) con el apoyo del gobierno británico, que consideraba a Burnham menos radical ideológicamente que Jagan. Burnham instauró, sin embargo, un régimen fraudulento que manipuló severamente las elecciones de 1968 y casi completamente las de 1973, en las cuales obtuvo más de dos tercios de la Asamblea Nacional, adquiriendo el derecho a modificar la constitución sin tener que negociar con otras fuerzas políticas. De acuerdo con la constitución de 1966, el gobierno debía convocar a elecciones a más tardar para el 25 de octubre de 1978, finalizando el mandato de la electa en 1973. Sin embargo, el gobierno logró que el legislativo extendiera su mandato, alegando que el país necesitaba una nueva carta magna que ratificara el rumbo socialista de Guyana. La abrumadora mayoría del PNC le permitió atrasar dos veces las elecciones (1978 y 1979), pero todavía el régimen necesitaba el apoyo mayoritario en una consulta popular para ver realizadas sus aspiraciones constitucionales. El 10 de julio de 1978 tuvo lugar un controvertido referéndum para abolir el Artículo 73 de la constitución que, irónicamente, era el que exigía la realización de referéndums para modificar la constitución. La oposición boicoteó la votación, y las reformas, así como la extensión del mandato parlamentario de 1973, fueron supuestamente aprobadas con el 97% de los votos con una participación superior al 70%, si bien la oposición denunció que seguramente no superó el 14%. En octubre de 1979, el parlamento volvió a extender su mandato otro año, bajo el alegato de que aún no finalizaba su trabajo de redactar una nueva constitución.
Finalmente, la Constitución de la República Cooperativa de Guyana fue aprobada por la Asamblea Nacional el 14 de febrero de 1980 y promulgada el 6 de octubre del mismo año. Ese día, Arthur Chung, presidente desde la conversión del país en república en 1970, entregó su cargo a Burnham, hasta entonces primer ministro, que asumió como el primer presidente ejecutivo de Guyana. El cargo de primer ministro continuaría existiendo, aunque con mucho menos poder, generando un sistema de irregular semipresidencialismo. La Asamblea Nacional se declaró en transición, y se disolvió el 25 de octubre de 1980, anunciándose las nuevas elecciones para el 15 de diciembre del mismo año. La nueva constitución instituía además la división del país en diez regiones, cada una de ella descentralizada y con un Consejo Democrático Regional, que elegiría a un presidente para que ejerciera la autoridad local ejecutiva de cada región. Los mimos consejos, así como un Congreso Nacional de Órganos Democráticos Regionales, elegirían 12 de los 65 escaños de la Asamblea Nacional, que tendrían derecho a voto igual que el de los diputados elegidos directamente. A pesar de la retórica socialista de Burnham, la nueva constitución mantenía, si bien nominalmente, la democracia representativa multipartidista como forma de gobierno.

## Sistema electoral
Los 65 escaños de la Asamblea Nacional de Guyana son elegidos mediante un sistema mixto proporcional para un mandato de un máximo de cinco años, pudiendo disolverse la asamblea y convocarse a elecciones anticipadas durante este período. El país está dividido en diez regiones, que a su vez actúan como distritos electorales uninominales para la elección de 10 escaños, siendo los otros 2 designados por el Congreso Nacional de Órganos Democráticos Locales. Los 53 restantes se eligen mediante representación proporcional con listas cerradas en una única circunscripción nacional, constituida por todo el país, y las bancas son asignadas mediante Cociente Hare. El candidato propuesto por el partido que obtenga la mayor cantidad de escaños es automáticamente elegido presidente de la República Cooperativa, y dura en el cargo mientras mantenga la confianza del poder legislativo durante la incumbente legislatura. Si el presidente es sometido a una moción de censura en el transcurso de ese período y pierde la misma, puede renunciar para entregar el cargo al candidato propuesto por el parlamento, o bien disolverlo y convocar a nuevas elecciones.
Todo ciudadano guyanés mayor de dieciocho años tiene derecho a voto, mientras que todo aquel que cumpla los requisitos previos de ciudadanía y, al mismo tiempo, tenga comprensión suficiente del idioma inglés como para tomar parte en los procedimientos legislativos, tiene derecho a ser elegido diputado. Los candidatos deben estar afiliados a un partido político o bien su candidatura debe ser respaldada por una fuerza legalmente registrada (partido o coalición). Los partidos deben recibir doscientos avales de ciudadanos para poder competir, y un tercio de los candidatos que presenten deben ser mujeres. El voto no es obligatorio, pero la participación electoral de todas formas suele ser alta.

## Campaña
En junio de 1980, el líder de la Alianza del Pueblo Trabajador (WPA), uno de los partidos de oposición minoritarios, Walter Rodney, fue asesinado. Esto desencadenó una condena generalizada y un boicot masivo a las elecciones de parte de distintas fuerzas políticas. A pesar de esto, el Partido Progresista del Pueblo y La Fuerza Unida (TUF), las dos principales expresiones opositoras, aceptaron participar, por lo que solo hubo tres listas en las elecciones.

## Elecciones generales
|  | 77.66 % |

|  | 19.46 % |

|  | 2.88 % |

|  | 99.20 % |

|  | 0.80 % |

|  | 100.00 % |

|  | 82.31 % |

## Elecciones regionales
|  | 77.78 % |

|  | 21.03 % |

|  | 1.19 % |